# Sint-Michaëlkerk (Wenen)
De Sint-Michaëlkerk (Duits: Michaelerkirche) in Wenen is een 13e-eeuws kerkgebouw, gelegen aan de Michaelerplatz, tegenover de Hofburg en Romeinse resten.
Het koor stamt uit de periode tussen 1327 en 1340. De neoclassicistische voorgevel stamt uit 1792.
Op de zuilengang staan beelden van gevallen engelen. De beelden stammen uit 1724 en 1725 en zijn van Lorenzo Mattielli. Binnen zijn er fresco's uit de periode van de renaissance. Een orgel van Johan David Sieber stamt uit 1714. Het centrale koor is van Karl Georg Merville en stamt uit 1782.
Het altaarstuk op het noordelijke koor is van Franz Anton Maulbertsch. Naast het noordelijke koor is de ingang naar de crypte, in de 17e en 18e eeuw werden hier veel parochianen begraven,
totdat keizer Jozef II hier in 1783 een einde aan maakte. De lichamen zijn nog goed geconserveerd door constante temperatuur en zijn te bekijken door de glazen kisten.
In het beginperiode van de kerk was dit de hofparochiekerk.